# 死水微瀾 (1988年電視劇)
《死水微瀾》是一部1988年開播的中國大陸劇，改編自四川作家李劼人的小說《死水微瀾》。由四川電視台攝製，劉子農導演，張曉敏、劉信義、張國立、鄧婕等領銜主演。

## 劇情
本劇通過女主角鄧么姑與羅德生、顧天成的私人糾葛，展現了從19世紀末到20世紀初四川的社會風貌以及東西文化的碰撞。聚焦於當地教民、袍哥會和官府三方勢力的激盪。

## 集數列表
- 第一集 姑鬧嫁
- 第二集 姑出嫁
- 第三集 天迴鎮來了個劉三金
- 第四集「白頭帖子」話滄桑
- 第五集 顧三貢爺被燙了毛子
- 第六集 劉三金穿鍼引綫
- 第七集 大鬧龍燈莭
- 第八集 掌櫃娘獨壓群芳
- 第九集 顧三貢爺奉了洋教
- 第十集 滿城爭説義和團
- 第十一集「川耗子」慣放馬後炮
- 第十二集 掌櫃娘變成了顧三奶奶

## 演員表
| 演員   | 角色           |
| ------ | -------------- |
| 張曉敏 | 鄧姑（蔡大嬸） |
| 張國立 | 顧天成         |
| 劉信義 | 羅德生         |
| 趙軍   | 蔡興順         |
| 鄧婕   | 劉三金         |
| 李燕來 | 曾師母         |
| 張旭   | 土盤子         |
| 文森特 | 史洋人         |

## 
《死水微瀾》的由峨影音像製作發行有限公司於2003年推出，無字幕，配有四川話和普通話兩條聲道。

## 外部連結
- 豆瓣电影上《死水微瀾》的資料 （简体中文）